# Savezničko bombardovanje Zadra
Vazdušno bombardovanje Zadra su sprovodile savezničke snage od novembra 1943. do oktobra 1944. godine. Zbog značajne težine razaranja i broja civilnih žrtava, neki ga smatraju ratnim zločinom. Iako su i ostali veći gradovi pretrpeli znatna razaranja u sličnim akcijama tokom II. svetskog rata, stradanje Zadra se - uz razaranja Slavonskog Broda - posebno izdvaja zbog žestine vazdušnih udara (30 napada je dokumentovano, a talijanski izvori govore i o preko 50) te zbog broja žrtava (podaci variraju od manje od 500 pa do čak 5.000 poginulih u gradu koji je imao svega 20.000 stanovnika). Pritom je potpuno razoreno 80% objekata u Zadru, a gotovo svi ostali su oštećeni. Tako intenzivno bombardovanje bilo je teško objasniti samo strateškom važnošću Zadra, što je i dovelo do nastanka različitih teorija o stvarnim uzrocima napada. Razaranje Zadra je čak ponekad uspoređivano sa savezničkim bombardovanjem Drezdena, a u burnoj istoriji grada pored krstaške opsade 1202. godine predstavlja jedan od najtragičnijih događaja koji će obeležiti njegovu sudbinu.
Stanovništvo Zadra od oko 25.000 ljudi - skoro isključivo Italijana, nakon što je 1920.-ih godina oko 8.000 stanovništva primorano da napusti grad - je gotovo u celosti evakuisani 1943. i 1944. godine, pre nego će se nemačke okupacione snage povući iz Zadra; ti se stanovnici potom nikad nisu vratili, nego se na njihovo mesto doselilo stanovništvo iz bliže okoline.

## Strateški položaj Zadra
Zadar je početak Drugog svetskog rata dočekao u sastavu Kraljevine Italije (pripao joj je Rapalskim ugovorom 1920. godine), kao njena enklava na istočnoj obali Jadrana. Zbog svog isturenog položaja imao je veliku važnost u fašističkim planovima te je trebao poslužiti kao baza za buduće  osvajanje čitave Dalmacije. Pripreme za to su izvršene još pre izbijanja rata: prvo je iz grada pod pritiscima još 1920.-ih iseljeno više od 8.000 stanovnika, a na njihovo mesto su došli kolonisti iz Južne Italije. Iako sa svih strana okružen jugoslovenskim stanovništvom, tako da je Zadar do početka drugog svetskog rata pretvoren u gotovo čisto italijanski grad, u kojem je značajan deo stanovništva (nekoliko hiljada) činilo vojno osoblje.
Fašistička vlast je podgrevala strahove italijanskih doseljenika, stalno ih plašeći opasnošću od slavenskih "barbara" iz okoline. Do 1941. godine grad je opkoljen čitavim sastavom italijanskih tvrđava, posebno bunkerima iznad Gaženice i na području Ploče i Crnog. Istovremeno s pripremanjem navodne odbrane, spremao se napad na Kraljevinu Jugoslaviju.
Zadar od Izbijanja rata do kapitulacije Italije (1941-1943)
Nakon nemačkog napada na Jugoslaviju 6. aprila 1941. godine, italijanske jedinice u Zadru su ostale na mestu, iščekujući rasplet događaja. Njihova organizacija nije bila na zavidnom nivou, što potvrđuju događaji koji su usledili. Malo je poznato da je 8. aprila jugoslovensko vazduhoplovstvo bombardovalo Zadar. Iako se nastala oštećenja ne mogu uporediti sa onim što će se Zadru dogoditi dve godine kasnije (pogođena je gradska skupština i pozorište Teatro Nazionale), među Italijanima je zavladala panika, te je počela evakuacija stanovništva prema Ankoni i Puli. Takođe, iako se Jugoslavija počela raspadati praktično od prvog dana napada, italijanska vojska se i dalje nije usuđivala izaći iz grada. Jugoslovenski garnizon u Benkovcu i na području Kistanje, Italijani su razoružali tek sredinom maja 1941. godine, dakle mesec dana nakon što je ta država prestala postojati.
Kako je događaje na terenu ipak određivala nemačka vojna sila, Italija je profitirala od nestanka Jugoslavije. Novonastala NDH bilo je prisiljena Rimskim ugovorom ustupiti joj veći deo Dalmacije. Zadar je postao glavni grad nove Provincije Dalmacije i glavno fašističko uporište na njenom području.
Pravni status Zadra nakon kapitulacije Italije
Nakon što je u Italiji srušen Musolini, nova Badogliova vlada je 8. septembra 1943. proglasila primirje i izašla iz rata. Takvo haotično stanje iskoristila je NDH, koja je proglasila Rimski ugovor nevažećim i krenula u zaposedanje Dalmacije. U tome je imala podršku Nemaca, što je zastrašilo zadarske Italijane koji su ostali bez vojne zaštite. Međutim, Nemci su im izašli u susret, te je 10. septembra nemačka 114. divizija vojno zaposela Zadar. Zabranjeno je njegovo priključenje NDH, jer sam grad nije bio predmet ugovora iz 1941. godine. Pavelić je Zadru namenio ulogu sedišta velike župe Sidraga-Ravni Kotari, ali je njegovom županu Viktoru Ramovu jednostavno zabranjen ulazak u grad. Zadar je ostao pod lokalnom italijanskom upravom i nemačkom vojnom zaštitom. Pravno je njegov položaj bio još neobičniji - formalno je postao deo Musolinijeve Socijalne Republike na severu Italije, od koje je bio potpuno odsečen. U takvoj atmosferi potpune nesigurnosti, s čitavim nizom civilnih vlasti i vojski na zadarskom području, započela su saveznička bombardovanja Zadra.

## Vazdušni udari na Zadar
Prvi veći vazdušni napad savezničkih snaga na Zadar izveden je uveče 2. novembra 1943. godine, kada je među ostalim objektima razoren dom za nezbrinutu decu, a sledili su veliki napadi 28. novembra (preko 200 žrtava), te 16. i 30. decembra iste godine. Prve je napade obeležio veliki broj civilnih žrtava, ali je grad, iako oštećen, još uvek funkcionisao. Naročito je teško bilo bombardovanje 16. decembra, kada su pogođena skloništa na Cereriji (današnja Voštarnica) u samom centru grada. Pritom je poginulo oko 150-200 ljudi. U udaru je sudelovalo 50 američkih bombardera "Mitchell" (B-25) koji su bacili 90 tona bombi.
Uz ove najteže napade, gradsko područje je u manjoj meri bombardovano. Taktikom tzv. "tepih" bombardovanja uništeni su čitavi stambeni blokovi. Pod najvećim udarom našlo se središte grada, oko Foruma i Kalelarge, gde niti jedan objekat nije sačuvan. Najveću štetu nisu naneli udari bombi, već požari koje su izazivale, pretvarajući grad u gomilu kostura izgorelih kuća. Prilikom svakog udara razaran je određeni deo grada. Tako je 16. decembra stradalo područje od crkve Gospe od Zdravlja preko Kalelarge do današnjeg Narodnog trga, a 30. decembra Nova riva i Zeleni trg. Na samu staru godinu razorena je gradska bolnica i većina industrijskih pogona. Zapaljena fabrika "Luxardo" (proizvođač Maraschina) je gorela tri dana.
Napadi koji su potpuno razorili Zadar usledili su od januara do marta 1944. godine. Međutim, u njima je broj žrtava bio mnogo manji, jer se stanovništvo koje je ostalo bez domova i sredstava za život, razbežalo po manje oštećenim predgrađima (Arbanasi i Stanovi) te po zadarskim ostrvima. Procenjuje se da je u proleće 1944. godine u Zadru, zajedno sa predgrađima, bilo manje od 4.000 civila. Iako su onesposobljeni svi industrijski pogoni i pristaništa, te su Nemci bili prisiljeni uspostaviti pomoćne luke u Zatonu kod Nina i Ražancu, bombardovanja su se nastavila tokom čitave 1944. godine.
Do leta središte Zadra praktično više nije postojalo: većina kuća je potpuno uništena, a njihove ruševine su zatrpale ulice. Grad je potpuno opusteo. Od juna do oktobra nisu zabeleženi veći napadi, da bi novi udari usledili sredinom oktobra 1944. godine, prilikom povlačenja nemačke vojske. Najveća bombardovanja su bila 25. i 30. oktobra kada je gađano područje Brodarice, Jazina i Nove rive. Zadnje savezničko bombardovanje izvedeno je 31. oktobra 1944. godine, na sam dan ulaska partizana u Zadar. Zadar je konačno oslobođen 1. novembra 1944. godine. Pretpostavka je da je do njega došlo zabunom zbog loših komunikacija. Pritom je nekoliko Partizana i poginulo.

## Razaranja i broj žrtava
Makar italijanski izvori neretko ponavljaju "okrugle" brojke od 3 do 5 hiljada poginulih (dakle, bez ranjenih) Zadrana, što bi predstavljalo jednu četvrtinu predratnog stanovništva, evidencije pogreba na zadarskom gradskom groblju kaže da je od 4. novembra 1943. do 22. oktobra 1944. pokopano ukupno 467 ljudi. Tačan broj poginulih se verovatno  neće nikada utvrditi, jer je u ratnom Zadru bio veliki protok stanovništva - lokalno stanovništvo je odlazilo, dolazili su Italijani iz drugih dalmatinskih gradova, a neutvrđen je i broj pripadnika vojske. Nakon rata, broj stradalih je postao i političko pitanje, naročito u krugovima izbeglih Zadrana u Italiji (Esula), iz kojih se dokazivalo da je nad njima izvršen genocid; iz njihovih krugova i potiču procene od 3 i više hiljada žrtava. Smatra se verovatnim da je broj poginulih civila bio oko 500 (malo više od broja pokopanih na groblju), jer je većina stanovništva izbegla nakon prvih napada u jesen i zimu 1943. godine. Taj je broj uporediv je sa onima u drugim gradovima u Hrvatskoj koji su bili izloženi Savezničkom bombardovanju, na primer u Šibeniku je poginulo 320 civila i 17 vojnika, u Osijeku je žrtava bilo oko 300 ljudi; za veoma teško bombardovan Slavonski Brod, koji je poput Zadra bio pretežnim delom porušen, procenjuje se broj žrtava na približno 900.
Izbeglo stanovništvo se u razrušeni grad nije vratilo ni nakon rata kada je započeta njegova obnova, nego je u najvećem broju ostalo živeti u Italiji, čija je vlast nad Zadrom (koja je počela s krajem I. svetskog rata) prestala. U Zadar se umesto njih doselio stanovništvo iz obližnjeg područja.
Posledica bombardovanja bila je drastična promena izgleda Zadra. Danas je teško zamisliti da je Zadarski Poluotok pre Drugog svetskog rata bio gusto izgrađen poput Splita ili Trogira. Neosporno je da su saveznički napadi najodgovorniji za to, ali ne treba zanemariti ni uticaj posleratne obnove.
U bombardovanjima je porušen najveći deo gradskog jezgra, uključujući čitavu Novu rivu s 12 austro-ugarskih palata, glavna pošta i stambeni blokovi oko Foruma, Kalelarga (glavna zadarska ulica), škola kod crkve Sv. Krševana, zatim crkva Sv. Marije, Gospe od Zdravlja i baptisterij katedrale Sv. Stošije. Ništa od toga, osim crkvi, nije obnovljeno. Mnogi objekti koji su izgoreli u ratu nisu rekonstruisani, već su rušeni, a njihovo kamenje korišćeno za nasipavanje obale i ulica. Poznat je primer gradskog pozorišta (Teatro Verdi) koje je nekim čudom ostalo samo lakše oštećeno, da bi odlukom komunističkih vlasti bilo opljačkano i srušeno. Ratnim i poratnim razaranjima bio je više izložen zapadni deo Poluotoka, gde se nalazila većina upravnih zgrada i pristaništa. Istočni deo, područje Varoša, je jedini deo središta Zadra koji je većinom očuvao predratni izgled.
Osim razaranja, za koje odgovornost snose saveznički bombarderi, Nemci koji su u povlačenju minirali Novu rivu, te posleratna izgradnja, ostao je sporan i ukupan broj žrtava bombardovanja.

## Teorije o uzrocima bombardovanja
Trajanje napada (nešto manje od godinu dana) i količina bombi (spominje se cifra od 400 t eksploziva) bačena na Zadar, relativno mali grad s ograničenom strateškom važnošću, doveli su do nastanka različitih teorija i pretpostavki o razlozima bombardovanja. Mnoge od njih su povezane sa statusom grada u tom razdoblju i političkom borbom za njega.
U krugovima izbeglih Esula i italijanske desnice često se provlači teza da je uništenje Zadra od Saveznika naručio Tito, kako bi uništio italijanski karakter grada i omogućio njegovo pripajanje Hrvatskoj, odnosno Jugoslaviji. Tako je on navodno lažno informisao Britance o nemačkim snagama u gradu i važnosti zadarske luke za premeštanje njihovih snaga, sve kako bi im dao povod za bombardovanje. Za sve ovo nema dokaza, a uverljivost je upitna i zbog političke pozadine ovih tvrdnji i razloga njihovog širenja.
Mnogo verovatnije zvuči teorija da je Zadar nastradao ponajviše zbog svog prirodnog smeštaja. Za razliku od Splita i Dubrovnika, čije su bombardovane luke Lora i Gruž bile podalje od gradskog središta, zadarska luka i sva pristaništa su se nalazila u krugu oko Poluotoka, dakle najužeg centra grada. To je povlačilo za sobom i mnogo veća razaranja u slučaju bombardovanja lučkih objekata.
U vezi broja vazdušnih napada, koji se kreće od 30 do preko 50 (u zavisnosti od izvora), ne treba zanemariti ni geografski položaj Zadra, koji se našao na putu bombardera od savezničkih aerodroma u Južnoj Italiji prema njihovim metama, gradovima u Srednjoj Evropi. Pritom je Zadar mogao poslužiti kao tzv. sekundarna meta za istovar bombi u slučaju lošeg vremena ili pri povratku u bazu.